# 卍元師蛮
卍元師蛮（まんげん しばん）は、江戸時代前期から中期にかけての僧。俗姓は熊沢。

## 経歴・人物
相模国に生まれる。京都にある臨済宗妙心寺の黙水竜器の法を継ぐ。美濃の盛徳寺を再興する。他に常陸の清音寺や妙心寺盛徳院などの住持を務める。鎌倉時代の『元亨釈書』の著者虎関師錬と並び二大仏教史家と称される。著書に「延宝伝灯録」「本朝高僧伝」など。